# Spathiphyllum matudae
Spathiphyllum matudae är en kallaväxtart som beskrevs av George Sydney Bunting. Spathiphyllum matudae ingår i släktet Spathiphyllum och familjen kallaväxter. Inga underarter finns listade.